# Luger P08
A pistola Luger P08 é uma antiga pistola semiautomática fabricada na Alemanha, entre os anos de 1900 e 1941. Foi considerada como o maior souvenir da Segunda Guerra Mundial. Esta pistola foi adotada pelo exército alemão em 1908, razão do nome P08. Dois milhões de unidades foram fabricadas entre 1914 e 1918, período da Primeira Guerra Mundial. 
Sua definição técnica era P08 Parabellum-Pistole, ou Pistola Parabellum, termo oriundo do latim, que significa para a guerra.

## História
A Luger teve suas origens em um projeto inicial de Hugo Borchardt, em 1893. Mais tarde foi patenteada por Georg Luger, que a aprimorou e desenvolveu para produção em série. A arma acabaria levando seu nome até o final.
A produção inicial foi feita pela fabricante de armas Deutsche Waffen-und Munitionsfabriken (DWM), a partir de 1900, denominada simplesmente Pistole 1900. Estima-se que foram produzidas em torno de 35 versões diferentes, por diversos fabricantes.

## Utilização
A Marinha Alemã, na época Germânica, fez a primeira encomenda em 1904, seguindo-se outras em 1906 e 1908. O exército fez sua encomenda em 1908. No entanto, os alemães acabaram criando variações específicas para cada força armada, dada as utilizações específicas. 
A Luger foi popular durante a Segunda Guerra Mundial, sendo utilizada principalmente pela infantaria do Exército Alemão. Inicialmente tinha o calibre 7,65x21mm Parabellum, que foi depois modificado para 9x19mm Parabellum, com nova munição, que conjugava perfeitamente precisão, velocidade e poder de parada. Estes seriam os dois únicos calibres empregados pela Luger ao longo de sua história.  O calibre 9mm seria se tornou padrão para a maioria das pistolas automáticas.
Apesar das restrições impostas pelo Tratado de Versalhes à  Alemanha derrotada, a pistola continuou a ser fabricada, quer no interior da fronteira Alemã ou em linhas de produção em outros locais da Europa.
Como pistola militar, a Luger não justificava a reputação que granjeou. É elegante, boa de manusear e atira com precisão, mas sofre de várias limitações. Sua manufatura é bastante dispendiosa, o mecanismo têm muitas peças miúdas que requerem usinagem e montagem cuidadosa, as molas requerem uma produção cuidadosa, o sistema de culatra articulável é sensível às variações da potência do cartucho, o que pode emperrar o funcionamento da arma. Lama, poeira, gelo e neve também provocam enguiços e uma vez que o mecanismo não é coberto, nada impede que esses agentes penetrem nele.
Sua sucessora  Walther P38 tem melhor qualidade, mesmo assim foram fabricadas em torno de quatro milhões de unidades da Parabellum, sendo hoje procurada por colecionadores, que pagam altos preços por um exemplar em bom estado.

## Serviço em Portugal

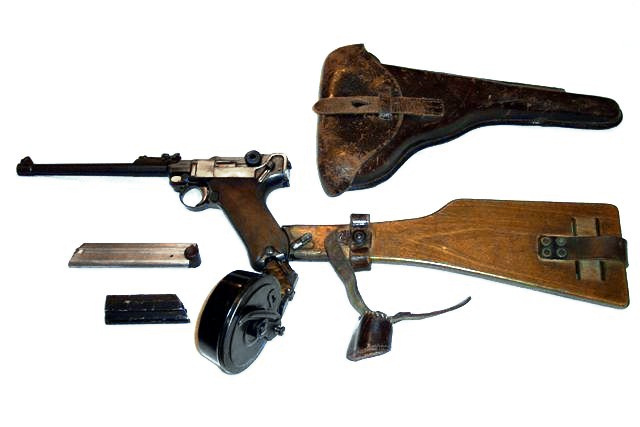
Versão da Luger adaptada como fuzil de assalto.

O Exército Português tornou-se um dos primeiros a dispor de uma pistola automática como arma regulamentar. Os estudos tiveram início em 1906, uma comissão foi formada em 1907, e a Luger de calibre 7,65 mm e cano de 120 mm, foi adotada em 1908, no reinado de D. Manuel II, quando foi formalizada a encomenda de 3.500 pistolas Parabellum e respectivos acessórios, dando-lhe a denominação oficial de "Pistola Parabellum 7,65 mm m/1908".
Em 1909, a Marinha Portuguesa também adotou a Luger, mas de calibre 9 mm e cano de 100 mm, dando-lhe a denominação oficial de "Pistola Parabellum m/910". Em 1912, a Marinha voltou a receber uma nova remessa de pistolas Luger com algumas alterações em relação às de 1909, que receberam a denominação "Pistola Parabellum m/912".
Em 1935, foi a vez da Guarda Nacional Republicana ser equipada com pistolas Luger 7,65 mm.
O Exército Português voltou a reequipar-se com pistolas Luger a partir de 1941, mas, desta vez, com calibre 9 mm e cano de 100 mm, denominadas "Pistola 9 mm Parabellum m/943", que serviram como arma de serviço dos oficiais do Exército até 1961, quando foram substituídas pela Walther P38. Parte das pistolas remanescentes, foram então distribuídas aos apontadores de lança granadas-foguete e morteiro das unidades em combate na Guerra do Ultramar, para que pudessem dispor de uma arma de defesa próxima.

## Operadores
- Alemanha[7]
  -  Império Alemão[8]
  -  República de Weimar[8]
  -  Alemanha Nazista[8]
  -  Alemanha Oriental: Usada até a década de 1960 por agentes da Volkspolizei[9] e da Stasi. Um pequeno número foi vendido para a Etiópia na década de 1980.[10][11]
- Argélia: Usada pelo Exército de Libertação Nacional, comprada da Iugoslávia ou da Tchecoslováquia[9]
- Austrália: Exemplos capturados usados na Campanha Norte-Africana na Segunda Guerra Mundial[12]
- Áustria: As forças armadas usaram pistolas Luger depois de 1945, fornecidas pela fábrica Mauser controlada pela França[13]
- Bolívia:[13] Entregue a partir de 1912 e usada durante a Guerra do Chaco[14]
- Brasil: A Luger Modelo 1900 7,65 foi adotada em 1906 após testes na Marinha, mas as compras não se concretizaram devido a problemas econômicos. Em 1908, o modelo 1906 aprimorado, em 7,65, foi encomendado pelo Exército. As Luger foram entregues ao Brasil em 1910 e distribuídas principalmente a oficiais militares; seguindo uma lei de 1919, algumas delas foram emprestadas às forças policiais.[15][16][17][18]
- Canadá: Modelo comercial 1900 comprado para testes[19]
- Chile: Modelo comercial 1900 comprado para testes[19]
- Tchecoslováquia: A Luger foi usada pelas forças armadas da Tchecoslováquia após a declaração de independência em 1919[20]
- Reino da Bulgária:[21] Três tipos de pistolas foram adquiridos da DWM: a Obrazetz 1903 7,65 mm (Modelo Antigo) foi adquirida em números relativamente pequenos entre 1903 e 1904. A Obrazetz 1908 de 7,65 mm (Modelo Novo) foi fornecida entre 1908 e 1909; cerca de 1.500 foram encomendadas. A Obrazetz 1911 de 9 mm; cerca de 10.000 foram encomendadas. Após a Segunda Guerra dos Balcãs, muitas Luger de 7,65 mm foram reequipadas para 9 mm[22][23]
- República da China: Usada pelo exército de senhores da guerra de Zhang Zuolin.[24]
- República Democrática da Geórgia: Emitida principalmente para oficiais.[25]
- Império do Japão: Pistolas Luger usadas em caráter semioficial, retiradas de forças holandesas desarmadas na Indonésia.[10][26]
- Finlândia: Pequenas quantidades de pistolas Luger P08 foram adquiridas pelos Jägers e pelo Exército Branco durante a Guerra Civil; incluindo 100 Luger de artilharia. Pistolas 7,65 com canos de 95 mm e 98 mm foram encomendadas à DWM e designadas como pistolas M/23; 2.000 foram entregues em 1922 e mais 2.000 em 1923. Em 1929, o exército contava com 8.000 pistolas M/23. Durante a Guerra de Inverno, essas pistolas foram convertidas para usar munição de 9 mm.[27][28][29]
- França: Os franceses ocuparam e operaram a fábrica da Mauser de 1945 a 1946, e depois apreenderam os estoques restantes de peças da Mauser para montar aproximadamente 4.000 pistolas Luger para as forças francesas[13]
- Granada[30]
- Indonésia: Quase 14.000 KNIL M.11 Luger holandesas estavam na Indonésia antes da ocupação japonesa das Índias Orientais Neerlandesas. Como tal, a Luger foi amplamente utilizada durante a Revolução Nacional da Indonésia. Sabe-se que o General Sudirman carregou pessoalmente uma M.11.[31]
- República Social Italiana: Fornecida às forças que colaboram com a Alemanha no norte da Itália.[32]
- Estado Imperial do Irã[10]
- Letónia: Comprou menos de 1.000 entre 1936 e 1939.[33]
- Lituânia[34]
- Luxemburgo: Modelo comercial 1900 comprado para testes[19]
- México[35]
- Países Baixos: Fábricas de armas holandesas fabricaram pistolas Luger em 1912 para uso do Exército Real das Índias Orientais Holandesas.[13] Outros contratos foram firmados para a Marinha Holandesa a partir de 1923, e para a Força Aérea Holandesa em 1928.
- Nova Zelândia: Pistolas Luger P08 capturadas foram transportadas extraoficialmente por alguns militares durante a Primeira e a Segunda Guerra Mundial. No final da Primeira Guerra Mundial, muitas Luger capturadas foram trazidas para a Nova Zelândia e entregues sob anistia, seguindo a Lei de Armas de 1920, que proibia a posse civil de "pistolas semiautomáticas". Em 1942, as P08 entregues, mantidas em depósitos do governo, foram entregues a oficiais da RNZAF nos Esquadrões de Defesa do Aeródromo.[36]
- Noruega: Em uso desde 1945 e desativada em 1987.[37]
- Palestina: A Organização para a Libertação da Palestina recebeu pistolas P08 da Alemanha Oriental[9]
- Portugal: Por volta de 1901, uma comissão testou várias pistolas semiautomáticas; a Luger 7,65 modelo 1900 foi considerada superior. Nenhuma decisão imediata foi tomada e, em 1907, outra comissão decidiu pela Luger. Naquele mesmo ano, 50 pistolas comerciais modelo 1906 foram compradas para uma expedição ao território do Cuamato, em Angola. Em 1908, entre 3.500 e 5.000 pistolas modelo 1906 em calibre 7,65 foram entregues. Em 1910, a Marinha comprou 650 pistolas Luger de 9 mm. Em 1935, 564 Luger em calibre 7,65 foram compradas para a Guarda Nacional Republicana. Em 1942, 4.500 Luger P08 foram compradas.[38][39][40]
- Roménia[30][41]
- Império Russo: As Lugers de 9 mm foram autorizadas como armas curtas em 1907; pequenas quantidades foram compradas privadamente por oficiais.[42]
- Espanha[27]
- União Soviética: Usada pelo Exército Vermelho durante a guerra civil;[43] em setembro de 1929, foi assinado um acordo segundo o qual cerca de 300 pistolas foram entregues da República de Weimar, sua montagem foi realizada na fábrica de armas de Sestroretsk.[44] Armazenou pistolas P08 capturadas, mas nunca usadas em combate[9]
- Suécia[35]
- Suíça : O Exército Suíço foi o primeiro a adotar a Luger. 1900–1950[27]
- Turquia[39]
- Tailândia[9]
- Reino Unido: Usada pela Special Operations Executive[9]
- Estados Unidos:[35] O Conselho de Artilharia dos EUA comprou 1.000 pistolas Modelo 1900 de 7,65 mm sob um contrato militar oficial em 1901 e as distribuiu para tropas de cavalaria em serviço ativo para testes de campo. A maioria foi distribuída para tropas de Cavalaria dos EUA envolvidas em ações policiais nas Filipinas e em Cuba. Como as tropas de Cavalaria americanas usaram revólveres .45 e .38 por mais de 30 anos, o pequeno calibre, a complexa Luger, foi vista com alguma suspeita e não prontamente aceita. Houve reclamações quanto ao pequeno calibre, segurança ao cavalgar e ação não confiável. Como resultado desses relatórios, 50 Lugers no calibre 9 mm foram brevemente testadas pelo Exército entre 1904 e 1906 e três Lugers no calibre .45 foram testadas em 1907. A Luger foi rejeitada pelo Exército dos EUA em favor da Colt M1911. Em 1905-1907, a Springfield Armory convocou a maioria das Luger M1900 de teste.[45]

### Entidades não estatais
- Ação Libertadora Nacional[46]
- Forças Libanesas[47]
- Organisation Armée Secrète[48]
- Exército Republicano Irlandês Provisório[49][50]
- Partido Nacionalista de Porto Rico[51]
- Viet Cong[52]
- } Partisans Iugoslavos[53]
- Exército Africano de Libertação Nacional do Zimbábue[54]

## Conflitos
- Levante dos Boxers[55]
- Guerra Filipino-Americana
- Rebelião Maji Maji
- Guerras dos Balcãs
- Guerra do Contestado[18]
- Primeira Guerra Mundial
- Revolução Alemã de 1918-1919
- Guerra de Independência da Irlanda
- Guerra Civil Russa
- Guerra Civil Finlandesa
- Guerra Civil Irlandesa
- Revoltas Tenentistas[56]
- Revolução de 1923[18]
- Guerra Civil Chinesa
- Revolução de 1930[18]
- Revolução Constitucionalista de 1932[57]
- Guerra do Chaco
- Guerra Civil Espanhola
- Segunda Guerra Mundial
- Segunda Guerra Sino-Japonesa
- Guerra da Palestina de 1948
- Revolução Nacional da Indonésia
- Primeira Guerra da Indochina[9]
- Guerra de Independência Argelina[9]
- Crise do Líbano de 1958
- Guerra do Vietnã (uso limitado)
- Guerra Civil do Laos
- Guerra Civil Libanesa
- Guerra Colonial Portuguesa[9]
- Guerra Civil da Rodésia
- Conflitos na Irlanda do Norte
- Invasão de Granada (uso limitado)